# ماریتا زاندیخ
ماریتا زاندیخ (انگلیسی: Marita Sandig؛ زادهٔ ۴ آوریل ۱۹۵۸) قایقران روئینگ اهل آلمان بود.
وی در مسابقات کشوری و بین‌المللی در مجموع برندهٔ ۵ مدال طلا، ۲ مدال نقره شده‌است.